# Zbójecki narzeczony
Zbójecki narzeczony (Der Räuberbräutigam) – baśń braci Grimm opublikowana w ich zbiorze Baśni w 1812 roku (tom 1, nr 40). 

## Treść
Pewien młynarz miał piękną córkę. Kiedy zjawił się pierwszy adorator, sprawiający wrażenie bogatego, młynarz bez wahania zgodził się wydać mu ją za mąż. Narzeczony nie spodobał się córce młynarza, gdyż wzbudzał w niej strach, którego przyczyny sama nie mogła zrozumieć.
Pewnego dnia narzeczony zaprosił ją do swojego domu, który znajdował się w lesie. Obiecał posypać drogę do swojego domu popiołem, by dziewczyna nie zabłądziła. W wyznaczonym dniu dziewczyna udała się w drogę. Odnalazła dom w głębi lasu. Kiedy przekroczyła jego próg, ptak w klatce ostrzegł ją ludzkim głosem przed zbójcą, który zwabił ją do swojego domu. Dziewczyna, choć pełna strachu, weszła do środka. Spotkała tam staruszkę. Opowiedziała jej, że przyszła odwiedzić swojego narzeczonego. Wówczas staruszka oświadczyła, że trafiła do jaskini rozbójników-ludożerców i może nie wyjść stąd żywa. Obiecała jej pomóc. Ponieważ zbóje mieli zaraz wrócić, kazała jej ukryć się w beczce. Przez otwór w beczce córka młynarza obserwowała, jak zbóje wchodzą do domu. Wśród nich rozpoznała swojego narzeczonego. Zbójcy przywlekli ze sobą inną młodą dziewczynę, którą na oczach ukrytej w beczce córki młynarza, zamordowali, poćwiartowali, a potem upiekli i zjedli. Córka młynarza z przerażeniem patrzyła na to wszystko. W czasie ćwiartowania, palec dziewczyny, wpadł do jej beczki. Na palcu był pierścień więc zbójcy postanowili go poszukać, ale za radą staruszki, która usługiwała im do stołu, odłożyli poszukiwania do jutra. Po uczcie wszyscy usnęli, gdyż staruszka dosypała zioła usypiającego do ich napoju. Córka młynarza opuściła szybko kryjówkę i wraz ze staruszką uciekły z domu. 
Kiedy nadszedł dzień wesela, zbójecki narzeczony przybył na swój ślub, nie wiedząc, że córka młynarza zna jego sekret. Podczas wesela, córka młynarza oświadczyła obecnym, że pragnie opowiedzieć swój sen. Kiedy wszyscy się uciszyli, opowiedziała co ją spotkało w jaskini zbójców, a na końcu położyła na stole ucięty palec z pierścieniem zamordowanej dziewczyny. Zbójca na ten widok usiłował uciec, ale został schwytany przez weselnych gości. Jakiś czas później ujęto resztę bandy. Wszystkich postawiono przed sądem i stracono.